# Pachycara mesoporum
Pachycara mesoporum es una especie de pez de la familia de los Zoarcidae en el orden de los perciformes.

## Morfología
Los machos pueden llegar a alcanzar los 48,5 cm de longitud total.

## Hábitat
Es un pez de mar y de aguas profundas que vive entre 760-1.830 m de profundidad

## Distribución geográfica
Se encuentra en el Pacífico Sureste (aguas territoriales de Perú y Chile).